# Sonate K. 210
La sonate K. 210 (F.158/L.123) en sol majeur est une œuvre pour clavier du compositeur italien Domenico Scarlatti.

## Présentation
La sonate en sol majeur K. 210 est notée Andante. De forme monothématique, elle est associée à la sonate K. 193 dans le manuscrit de Parme.

## Manuscrits
Le manuscrit principal est le numéro 5 du volume III (Ms. 9774) de Venise (1753), copié pour Maria Barbara ; l'autre est Parme IV 3 (Ms. A. G. 31409).

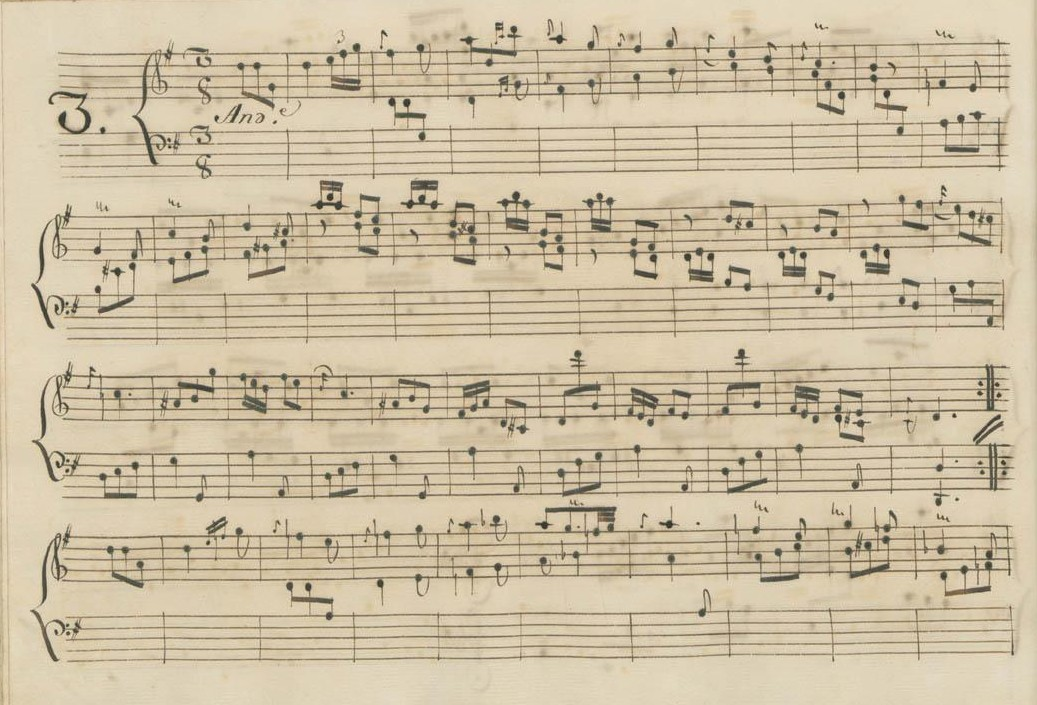
Parme IV 3.
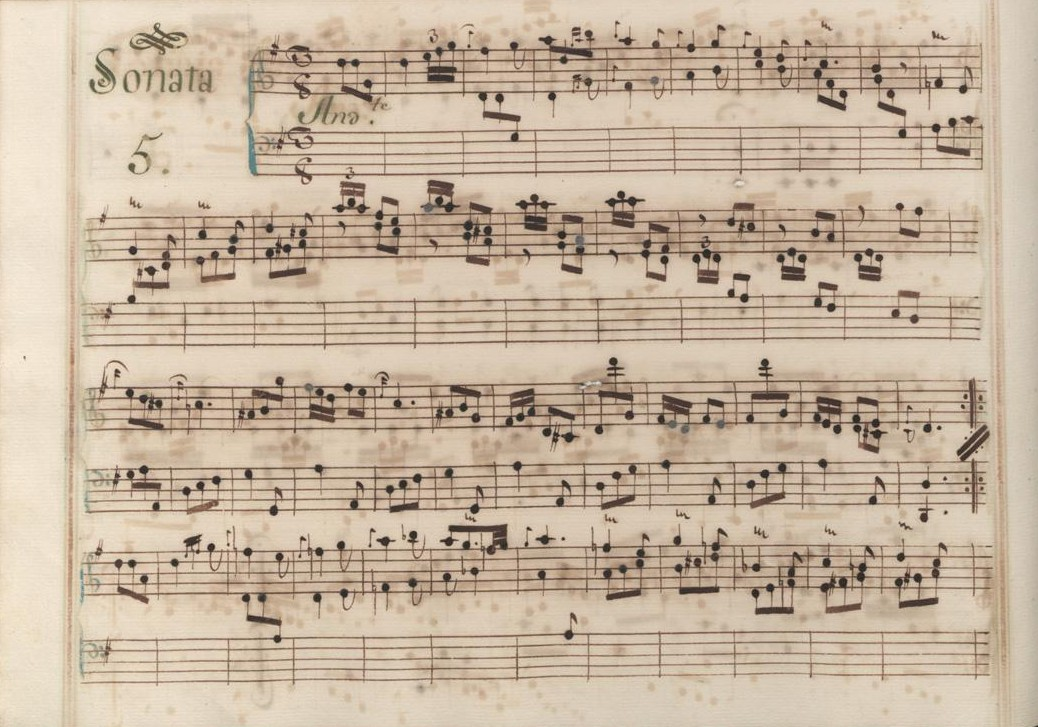
Venise III 5.

## Interprètes
La sonate K. 210 est défendue au piano, notamment par Fou Ts'ong (1984, Collins), Carlo Grante (2009, Music & Arts, vol. 2) et Alon Goldstein (2018, Naxos, vol. 24) ; au clavecin par Scott Ross (1985, Erato), Richard Lester (2001, Nimbus, vol. 2) et Pieter-Jan Belder (2003, Brilliant Classics, vol. 5).

## Sources
: document utilisé comme source pour la rédaction de cet article.
- Ralph Kirkpatrick (trad. de l'anglais par Dennis Collins), Domenico Scarlatti, Paris, Lattès, coll. « Musique et Musiciens », 1982 (1re éd. 1953 (en)), 493 p. (ISBN 978-2-7096-0118-4, OCLC 954954205, BNF 34689181).
- Alain de Chambure, « Domenico Scarlatti : Intégrale des sonates — Scott Ross », Erato (2564-62092-2), 1985 (OCLC 891183737) .